# ナラーティッププラパンポン
ナラーティッププラパンポン親王（ワラワナーコーン親王とも、 พระเจ้ากรมวงศ์เธอ พระองค์เจ้าวรวรรณากร กรมพระนราธิปประพันธ์พงศ์, 1861年11月20日 - 1931年10月11日）はタイ君主、ラーマ4世（モンクット）の子息の一人。言語学者、歴史学者、文人。ワラワン家の始祖。『ビルマ王統史』や『シャン族王統史』などの著作やシモン・ド・ラ・ルベールの『シャム王国誌』などの歴史書、などの翻訳で知られる。文学面では『千夜一夜物語』『蝶々夫人』の翻訳や『消えた首飾り』などがある。政治家としては1889年副大蔵大臣を務めている。